# شیکا آبروی
 شیکا آبروی (هندی: शिखा उबेरोई؛ زاده ۵ آوریل ۱۹۸۳) یک تنیس‌باز اهل هند است.